# Ex on the Beach (Reino Unido, temporada 1)
La primera temporada de Ex on the Beach, un programa de televisión británico, empezó a transmitirse el 22 de abril de 2014 en MTV UK, y concluyó el 10 de junio de 2014 después de ocho episodios. El programa fue anunciado por primera vez en febrero de 2014. Entre los miembros del reparto estaban incluidos los participantes de Geordie Shore Vicky Pattison, y Ricci Guarnaccio, y el  jugador australiano de rugby profesional Dan Conn, quién  había aparecido brevemente durante la sexta temporada de Geordie Shore.
Ashley Cain y Vicky regresaron al programa para la tercera temporada. En la temporada "All Star" (quinta temporada) Chloe, Liam Lewis,  Ashley y Joss Mooney regresaron nuevamente al programa. Ross Worswick  también hizo un regreso para la sexta temporada.

## Reparto
La lista oficial del reparto se anunció el 13 de marzo de 2014 e incluye cuatro chicos: Ashley Cain, Jack Lomax, Liam Lewis y Marco Alexandre; así como cuatro chicas; Chloe Goodman, Emily Gillard, Farah Sattaur y Vicky Pattison.
Los miembros del reparto oficial fueron presentados durante el primer episodio, pero se irían uniendo sus ex. Durante el primer episodio el ex de Chloe, Ross Worswick llegó a la playa (este también era el ex de Vicky), además de la ex de Marco, Frankie Thorpe. La exnovia de Ashley , Talitha Minnis llegó durante el segundo episodio. Durante el tercer episodio, a pesar de ser traído al programa como un ex, Ross recibió a su exnovia Emma Jane Lang. Dann Conn, un pasado interés amorosode Vicky llegó durante el cuarto episodio. Frankie salió del programa luego de enfermarsey se anunció que este no regresaría. Joss Mooney llegó en el quinto episodio, y a pesar de ser un exnovio de Talitha,  es también tuvo una relación anterior con Emma Jane y una vez compartió un beso con Chloe. Durante el sexto episodio, Shelby Billingham ingresó al programa, como la exnovia de Joss y Ross. Ricci Guarnaccio llegó a la playa durante el séptimo episodio. Debido al comportamiento agresivo de Ashley, este fue expulsado durante el episodio final.
- Negrita indica que el miembro del reparto original; el resto del reparto es presentado como un ex.

| Episodios | Nombre                | Edad | Procedencia        | Exes                                                             |  |
| --------- | --------------------- | ---- | ------------------ | ---------------------------------------------------------------- |  |
| 8         | Ashley Cain(en)       | 23   | Nuneaton           | Talitha Minnis                                                   |  |
| 8         | Chloe Goodman(en)     | 20   | Brighton           | Ross Worswick                                                    |  |
| 8         | Emily Gillard         | 18   | Cheshire           | N/A                                                              |  |
| 8         | Farah Sattaur         | 28   | London             | N/A                                                              |  |
| 8         | Jack Lomax            | 22   | Nottingham         | N/A                                                              |  |
| 8         | Liam Lewis            | 25   | Hartlepool         | N/A                                                              |  |
| 8         | Marco Alexandre       | 22   | Sheffield          | Frankie Thorpe                                                   |  |
| 8         | Vicky Pattison(en)    | 25   | Newcastle          | Daniel Conn, Ricci Guarnaccio, Ross Worswick                     |  |
|           |                       |      |                    |                                                                  |  |
| 8         | Ross Worswick         | 23   | Mánchester         | Chloe Goodman, Emma Jane Lang, Shelby Billingham, Vicky Pattison |  |
| 7         | Talitha Minnis        | 21   | Norwich            | Ashley Cain, Joss Mooney                                         |  |
| 6         | Emma Jane Lang        | 23   | Mánchester         | Joss Mooney, Ross Worswick                                       |  |
| 5         | Daniel "Dan" Conn(en) | 27   | Sídney, Australia  | Vicky Pattison                                                   |  |
| 4         | Joss Mooney           | 24   | Mánchester/Norwich | Emma Jane Lang, Shelby Billingham, Talitha Minnis                |  |
| 3         | Shelby Billingham     | 19   | Birmingham         | Joss Mooney, Ross Worswick                                       |  |
| 2         | Ricci Guarnaccio      | 27   | Newcastle          | Vicky Pattison                                                   |  |
| 4         | Frankie Thorpe        | 18   | Kettering          | Marco Alexandre                                                  |  |

### Duración del reparto
| Reparto | Episodios | Episodios | Episodios | Episodios | Episodios | Episodios | Episodios | Episodios |
| Reparto | 1         | 2         | 3         | 4         | 5         | 6         | 7         | 8         |
| Ashley  |           |           |           |           |           |           |           |           |
| Chloe   |           |           |           |           |           |           |           |           |
| Emily   |           |           |           |           |           |           |           |           |
| Farrah  |           |           |           |           |           |           |           |           |
| Jack    |           |           |           |           |           |           |           |           |
| Liam    |           |           |           |           |           |           |           |           |
| Marco   |           |           |           |           |           |           |           |           |
| Vicky   |           |           |           |           |           |           |           |           |
| Ross    |           |           |           |           |           |           |           |           |
| Frankie |           |           |           |           |           |           |           |           |
| Talitha |           |           |           |           |           |           |           |           |
| Emma    |           |           |           |           |           |           |           |           |
| Dan     |           |           |           |           |           |           |           |           |
| Joss    |           |           |           |           |           |           |           |           |
| Shelby  |           |           |           |           |           |           |           |           |
| Ricci   |           |           |           |           |           |           |           |           |
| ------- | --------- | --------- | --------- | --------- | --------- | --------- | --------- | --------- |

## Episodios
| N.º (total) | N.º (temp.) | Título       | Estreno             | Audiencia (en millones) |
| ----------- | ----------- | ------------ | ------------------- | ----------------------- |
| 1           | 1           | «Episodio 1» | 22 de abril de 2014 | 759.000                 |
| 2           | 2           | «Episodio 2» | 29 de abril de 2014 | 706.000                 |
| 3           | 3           | «Episodio 3» | 6 de mayo de 2014   | 749.000                 |
| 4           | 4           | «Episodio 4» | 13 de mayo de 2014  | 722.000                 |
| 5           | 5           | «Episodio 5» | 20 de mayo de 2014  | 745.000                 |
| 6           | 6           | «Episodio 6» | 27 de mayo de 2014  | 789.000                 |
| 7           | 7           | «Episodio 7» | 3 de junio de 2014  | 841.000                 |
| 8           | 8           | «Episodio 8» | 10 de junio de 2014 | 802.000                 |